# Prospherysa pulverea
Prospherysa pulverea là một loài ruồi trong họ Tachinidae.